# Alexandre de Ferrière
Charles Alexandre Leblanc de Ferrière, né le 18 octobre 1771 à Bar-sur-Seine,, et mort le 23 février 1848 dans l'ancien 8e arrondissement de Paris,, est un auteur dramatique, journaliste, imprimeur-lithographe, éditeur et écrivain français.

## Biographie
Imprimeur et directeur de L'Arlequin, journal de pièces et de morceaux (1799), journaliste au quotidien Le Monde (1796-1798), chef du bureau de statistique au ministère de l'Intérieur (1803), responsable des Annales de statistique française et étrangère (1803-1804) et des Archives statistiques de la France (1804-1805), rédacteur de l'Analyse de la statistique générale de la France publiée par le ministère de l'Intérieur (1803-1804), il est l'auteur d'un Annuaire de Paris et des environs, édité en 1838.
Ses pièces de théâtre ont été représentées sur les plus grandes scènes parisiennes des XVIIIe-XIXe siècles : théâtre de l'Ambigu, théâtre de la Gaîté, théâtre Le Temple, théâtre du Vaudeville, etc.

## Œuvres

### Théâtre
- 1797 : Arlequin-décorateur, comédie-parade en 1 acte et en prose, mêlée de vaudevilles, avec Nicolas Gersin et Antoine Année, au théâtre du Vaudeville (25 août)
- 1802 : Esther, mélodrame en 3 actes, à grand spectacle, mêlé de chants et de danses, avec Aristide Plancher de Valcour, au théâtre de l'Ambigu-Comique (18 novembre)
- 1805 : Holkar et Palamys, ou les Anglais dans l'Indoustan, pantomime en deux actes, à grand spectacle, ornée de combats de terre et de mer, avec ballets et évolutions, au théâtre des Variétés (13 mai)
- 1807 : Un conte des mille et une nuits, opéra-comique en un acte et en prose, musique de Charles-François Plantade, au théâtre royal de La Haye (5 avril)
- 1810 : Grotius, ou le Fort de Loevesteen, mélodrame historique en 3 actes et à spectacle, musique d'Adrien Quaisain[6], au théâtre de l'Ambigu-Comique (20 mars)
- 1811 : Favart à Bruxelles, comédie-vaudeville en 1 acte, en prose, au théâtre du Vaudeville (30 janvier)
- 1812 : Arlequin-Lucifer, ou Cassandre alchimiste, folie en 1 acte mêlée de couplets, avec Richard Fabert, au théâtre du Vaudeville (27 juillet)
- 1812 : Amour et Loyauté, ou le Mariage militaire, comédie en 1 acte, mêlée de couplets, avec Richard Fabert, au théâtre du Vaudeville (8 août)
- 1813 : Archambaud, ou Amour et Devoir, mélodrame en 3 actes, en prose, au théâtre de l'Ambigu-Comique (24 avril)
- 1813 : La Coutume écossaise ou le Mariage sur la frontière, comédie-vaudeville en 1 acte, avec Charles Rondeau, au théâtre de la Gaîté (19 mai)
- 1814 : Les Trois Talismans, mélodrame en 3 actes et à grand spectacle, musique de Girard de Propiac[7] et Leblanc, au théâtre de la Gaîté (9 mars)
- 1816 : Éléonore de Lusignan, mélodrame en 3 actes, avec Jean-Edme Paccard[8], musique d'Adrien Quaisain et Renat fils[9], au théâtre de l'Ambigu-Comique (8 juin)
- 1816 : Le Mariage sous d'heureux auspices, vaudeville en 1 acte, pour les fêtes du mariage de S.A.R. le duc de Berry, avec Aimé Desprez, au théâtre de l'Ambigu-Comique (15 juin)
- 1816 : Marguerite de Strafford, ou le Retour à la royauté, mélodrame en 3 actes, en prose et à spectacle, avec Aimé Desprez, au théâtre de l'Ambigu-Comique (21 août)
- 1817 : Hassem, ou la Vengeance, mélodrame en 3 actes, musique de M. Leblanc, au théâtre de la Gaîté (22 avril)
- 1817 : Inès, ou les Devoirs d'un roi, mélodrame en 3 actes et à spectacle, musique de M. Uell[10] et Leblanc, au théâtre de la Gaîté (26 août)
- 1818 : L'Incendie du village, ou les Représailles militaires, mélodrame en 3 actes, à spectacle, musique de M. Uell, avec Jean-Baptiste Dubois, au théâtre de la Gaîté (11 juin)
- 1819 : Grégoire à Tunis, ou les Bons Effets du vin, vaudeville en 1 acte, avec Aimé Desprez, au théâtre de l'Ambigu-Comique (29 décembre)
- 1822 : L'Actrice en voyage, vaudeville en 1 acte, avec Gabriel Caron de Morcourt[11] et Gaspard Tourret, au théâtre des Variétés (3 octobre)
- 1822 : Les Deux Baillis, ou le Mariage par procuration, comédie en 1 acte, en prose, au théâtre du Panorama-Dramatique (8 décembre)
- 1825 : La Fille du musicien, drame en 3 actes, imité de Schiller, avec Edmond Crosnier, au théâtre de la Porte-Saint-Martin (10 décembre)
- 1831 : L'Hôtel des princes, opéra-comique en 1 acte, musique d'Eugène Prévost, au théâtre de l'Ambigu-Comique (23 avril)
- 1834 : Jane Gray, drame en 3 actes et 5 tableaux, musique de Jean-François Bellon, précédé du 6 juillet 1553, prologue en 1 acte, au théâtre des Délassements-Comiques (4 novembre)
- 1838 : Les Étouffeurs, drame en 2 actes, avec Charles Foliguet, au théâtre le Temple (27 novembre)
- 1842 : Lequel ?, comédie-vaudeville en 1 acte, avec Louis Berthier[12]

### Varia
- 1803 : Analyse de la statistique générale de la France, 2 volumes in-8 (novembre)
- 1806 : Un voyage à Versailles, Paris, Colnet, 2 volumes in-8
- 1811 : Charlemagne, ou les Grands Jours de l'Empire français, poème épique, chez Mme Masson, libraire-éditeur à Paris (mai)
- 1816 : Opinion sur le divorce considéré sous le rapport de la religion et des mœurs, Paris, imprimerie de Porthmann, 1 volume in-8 (avril)
- 1818 : Les Deux Ambitions, roman, chez Alexis Eymery et chez Delaunay, libraires à Paris, 1 volume in-8 (septembre)
- 1825 : La Comtesse de Tarascon, ou Dix années d'absence, anecdote du XIIIe siècle, Paris, imprimerie de Sétier, 2 volumes in-12
- 1837 : Annuaire de Paris et de ses environs dans un rayon de dix lieues, Paris, Vve Dondey-Dupré, 1 volume in-8
- 1838 : Paris et ses environs, description historique, statistique et monumentale, chez Maison, éditeur à Paris, 1 volume in-8 (avril)
- 1845 : Introduction à l'étude philosophique de la phrénologie